# Ingram Micro
Ingram Micro es una empresa multinacional estadounidense de distribución de tecnología informática y servicios relacionados. Fundada en 1979 y con sede en Irvine (California), ha crecido significativamente gracias a las adquisiciones y la expansión, estando en más de 50 países. Cotiza en la Bolsa de Nueva York (NYSE) bajo el símbolo INGM. Ocupa el puesto 95 en el raking Fortune 500.
La compañía opera y ofrece una amplia gama de productos y servicios, incluyendo hardware, software y soluciones en la nube, además de logística y soporte técnico.

## Historia
En 1979, el matrimonio formado por Geza Czige y Lorraine Mecca, ambos docentes, fundó Micro D, Inc. en el sur de California, con el propósito de distribuir productos de ordenadores. En su primer año de actividad, Micro D. facturó aproximadamente 3,5 millones de dólares.
Después de varios años de rápida expansión, en 1989 Ingram Industries adquirió la totalidad de las acciones de Micro D, que cotizaban en bolsa, y fusionó ambas empresas. De esta forma, se unieron dos antiguos competidores para formar Ingram Micro D, la primera compañía de distribución mayorista en la industria de los microordenadores en alcanzar un valor de 1.000 millones de dólares. Ese mismo año, la empresa inició su expansión en Europa con la adquisición de Softeurop, un distribuidor de software con sede en Bélgica y filiales en Francia y los Países Bajos. Esta adquisición marcó la primera incursión significativa de Ingram fuera de Estados Unidos.
En 1991, la compañía simplificó su nombre a Ingram Micro y, al finalizar ese año, ya superaba los 2.000 millones de dólares en ventas. En el primer trimestre de 1992, se consolidó como el mayorista líder en productos de informática personal y continuó su expansión a Europa, Escandinavia, América Central y el sudeste asiático.
Para 1993, los distribuidores representaban aproximadamente el 40 % de las ventas de PC y accesorios en el mundo, e Ingram Micro lideraba el mercado con programas de formación y merchandising en tienda para cadenas de electrónica que comenzaban a vender ordenadores personales. Nuevos acuerdos con Hewlett-Packard, Staples, Office Max, Wal-Mart y Target fortalecieron su posición como socio estratégico para fabricantes y minoristas.
En 1994, Ingram Micro se convirtió en distribuidor autorizado de Compaq, seguido de acuerdos similares con Netscape y otros 30 fabricantes de equipos originales, ampliando así su catálogo de productos y su presencia en el sector de la informática y tecnología.
En 1995, Ingram Industries, la empresa matriz de Ingram Micro, anunció una reestructuración estratégica que dio lugar a la creación de tres compañías independientes: Ingram Industries, Ingram Entertainment e Ingram Micro. De estas, Ingram Micro fue la única que se lanzó al mercado bursátil.
Al año siguiente, en 1996, Ingram Micro se reincorporó al ámbito público, cotizando en la Bolsa de Nueva York. Durante los años siguientes, la empresa experimentó un notable crecimiento en ingresos, impulsado en gran parte por su éxito en el competitivo mercado europeo.
Para 2009, la apertura de un nuevo Centro de Servicios Compartidos en Manila, Filipinas, permitió a Ingram Micro mejorar significativamente su capacidad logística, abarcando más de diez países en su red de Asia-Pacífico. Posteriormente, abrió otro en Sofía, Bulgaria. 
En 2013, Ingram Micro tomó medidas para fortalecer su red al incorporar a dos empresas clave: SoftCom, un proveedor global de servicios de internet con sede en Canadá, y Shipwire, una compañía de logística de comercio electrónico con sede en Silicon Valley. Esta integración enriqueció su oferta de servicios y amplió su alcance en el mercado.
En el 2014, Ingram Micro decide introducir la Computación en la nube y el software a través de plataformas e Infraestructura como servicio (IaaS), creando la división "Ingram Micro Cloud",  con más de 1.000 ingenieros en todo el mundo. En junio de este mismo año, Ingram Micro cambia su imagen corporativa, logotipo e introduce su nuevo eslogan "Ingram Micro ayuda a cumplir plenamente con la promesa tecnológica".
En 2015, ANOVO, un proveedor de servicios de cadena de suministro con una sólida reputación en atención al cliente, se unió a Ingram Micro para aportar experiencia en productos electrónicos de consumo técnicamente complejos. Durante este período, la empresa también amplió sus operaciones en Europa y América Latina. En diciembre de 2015, Ingram Micro apuesta en firme por su división de cloud y adquiere a Parallels la plataforma Odin Service Automation, por un valor de 164.9 millones de dólares.
Desde 2012, Ingram Micro ha adquirido a más de 30 empresas por un valor de más de 2000 millones de dólares como Armada, Softcom, Albora, Aptec, AsiaSoft, AVAD, Brightpoint, Nimax, GMP, Ensim, Dupaco, DBL, Datrepair, Concerto, Connector Systems, Comms-care, CloudBlue, Netxusa, Odin, Pinnacle Service Solutions Group, Promark, Rollouts, Grupul RRC, Shipwire, SymTech, Tech Pacific, VPN Dynamics, Cloud Harmonics o las españolas SofCloudIT o Mamasú, dedicadas al desarrollo y diseño de Sistema de Empaquetado Estándar (APS). 
En febrero de 2016, Ingram Micro anunció su acuerdo para ser adquirida por la compañía china Tianjin Tianhai Investment, una subsidiaria del megaconglomerado Grupo HNA, en una transacción en efectivo con un valor de capital total de aproximadamente 6.000 millones de dólares. Una vez completado, Ingram Micro se convertiría en parte de Tianjin Tianhai Investment y, por lo tanto, una subsidiaria del Grupo HNA. Se informó en ese momento que Alain Monie, Consejero Delegado de Ingram Micro, se mantendría en su lugar. Bharat Bhisé, propietario minoritario indirecto del Grupo HNA en ese momento, así como el director del Grupo HNA Tan Xiangdong, fueron elegidos para formar parte del Consejo de Administración de Ingram Micro. Según los informes, la transacción convirtió a Ingram en el mayor generador de ingresos para el Grupo HNA. El motivo estratégico de la transacción fue alcanzar mejor las "oportunidades de negocios en los mercados emergentes, que tienen tasas de crecimiento más altas y una mejor rentabilidad". La logística del grupo HNA y su presencia en China estaban destinadas a ayudar al crecimiento de Ingram. La adquisición se completó en diciembre de 2016 e Ingram Micro dejó de cotizar en la Bolsa de Nueva York después de 20 años. 
En julio de 2016, Ingram Micro fue reconocido por Microsoft como socio del año. Durante la edición del IX Ingram Micro Cloud Summit 2018, el evento de cloud más importante del mundo, la empresa estadounidense anunció su nueva división de software independiente CloudBlue que cuenta con una alianza estratégica con Microsoft.
El 9 de diciembre de 2020, el fondo de inversión, con sede en Estados Unidos, Platinum Equity adquirió a HNA Technology Co., del Grupo HNA, la totalidad de Ingram Micro por valor de aproximadamente 7.200 millones de dólares. "Ingram Micro es un líder de la industria, una de las empresas más grandes del mundo y será una inversión fundamental en nuestra cartera", dijo el presidente y CEO de Platinum Equity, Tom Gores, en el comunicado oficial de la firma norteamericana. 
En diciembre de 2021, Ingram Micro anuncia la venta de su división de servicios logísticos y servicios del ciclo de vida (Ingram Micro CLS) a Ceva Logistics, filial del Grupo CMA CGM por un valor de 3.000 millones de dólares. La operación se completó durante el primer semestre de 2022. Ingram Micro empleaba en esta división a 11 500 personas y 59 almacenes de todo el mundo.
En el mes de enero de 2022 se comunica oficialmente que Paul Bay toma el relevo a Alain Monié como nuevo CEO de Ingram Micro. En septiembre de 2022, Ingram Micro anuncia en lanzamiento de su plataforma digital Xvantage™, impulsada por la inteligencia artificial, liderado por el gurú tecnológico Sanjib Sahoo, quien se incorporó a la empresa en junio de 2021 como Vicepresidente Ejecutivo y director de digitalización, para liderar la transformación de la distribución de la tecnología a nivel mundial.  
El 24 de octubre de 2024, Ingram Micro regresó a cotizar a la Bolsa de Nueva York bajo el símbolo INGM. Su principal accionista, el fondo de inversión Platinum Equity, valoró la compañía en 6000 millones de dólares. En su debut en Wall Street, las acciones de Ingram Micro experimentaron un notable aumento del 15%.  
El CEO de Ingram Micro, Paul Bay, declaró a la agencia internacional Reuters: "Una de las cosas que hemos hecho y que continuamos haciendo bajo Platinum es invertir por delante de la curva. Hemos gastado más de 600 millones de dólares en nuestro negocio de la nube". También subrayó que "seguimos desarrollando competencias y recursos en torno a nuestras soluciones avanzadas y negocios especializados, y realmente hemos acelerado nuestra inversión en digital".  
En la actualidad, Ingram Micro, que cuenta con más de 161 000 clientes y con capacidad para llegar a casi el 90 % de la población mundial con soluciones tecnológicas, distribuye las principales marcas de tecnología como Microsoft, Amazon Web Services (AWS), Cisco, NVIDIA, Apple, HP, Palo Alto Networks, Fortinet, entre otros.
En junio de 2025, la compañía volvió a ingresar en la lista Fortune 500, alcanzando la posición número 95, tras su regreso a los mercados bursátiles.

## Ingram Micro en España

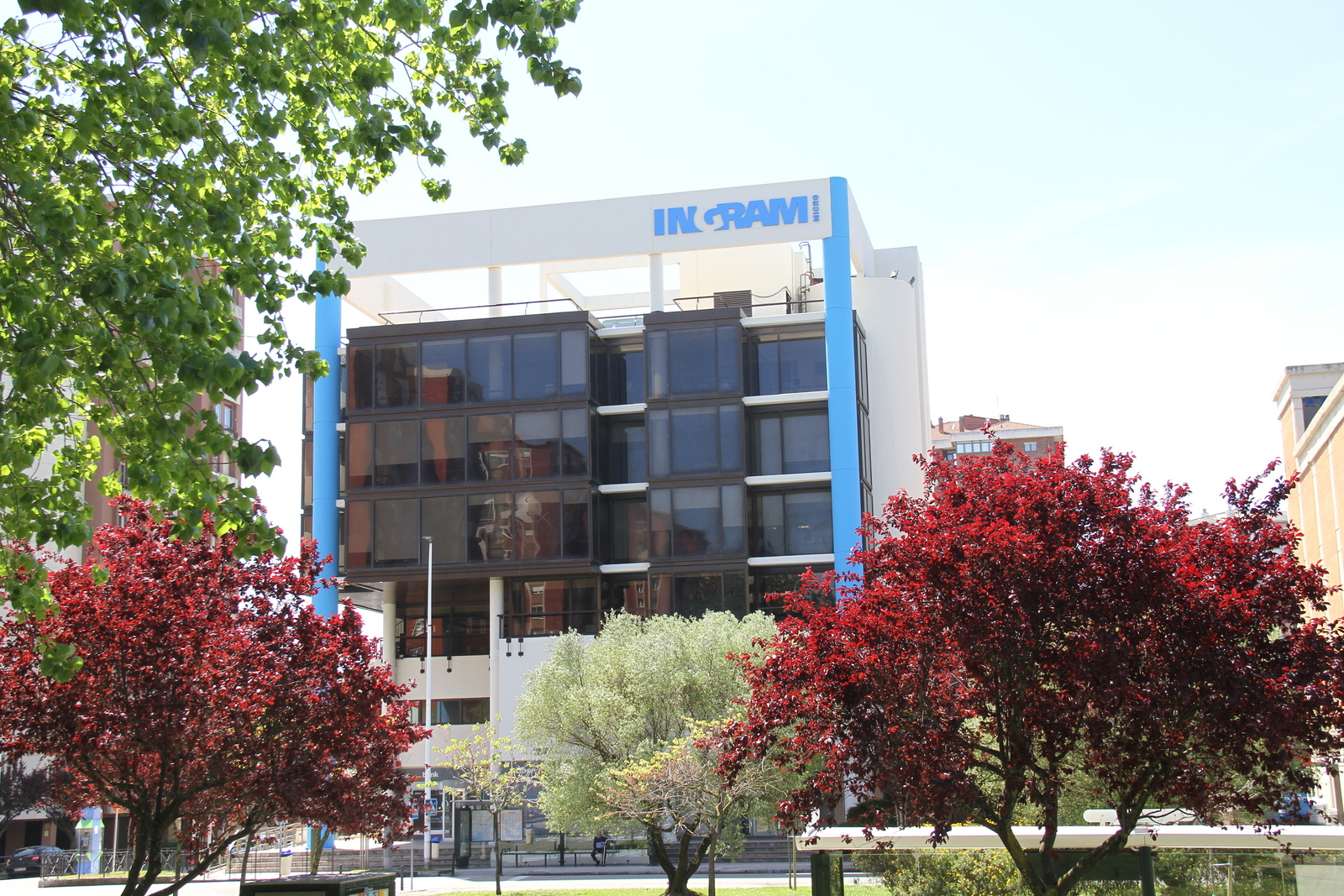
Sede de Ingram Micro en Santander (Cantabria)

La entrada a España de Ingram Micro se remonta al año 1994, cuando adquiere la empresa Keylan. En el año 1999, Ingram Micro traslada las oficinas y almacén a Cornella de Llobregat, Barcelona. En el 2008, Ingram Micro inaugura su nuevo centro logístico en Constantí, Tarragona, con unas nuevas instalaciones de 24.000 metros cuadrados.  
En el 2015, Ingram Micro traslada su sede central para el mercado ibérico al parque empresarial Viladecans Business Park. La sede social y fiscal de Ingram Micro se encuentra en Madrid desde el mes de octubre de 2017.
Desde 2015, Ingram Micro también ha establecido en España dos centros tecnológicos que brindan soporte a las plataformas tecnológicas del grupo a nivel mundial. Estos centros se encuentran en el emblemático Edificio Cazoña, en Santander, y en la Torre Diagonal Zero, un reconocido rascacielos en Diagonal Mar, Barcelona.
- Sitio web de España: www.ingrammicro.es